# 24133 Chunkaikao
24133 Chunkaikao este un asteroid din centura principală de asteroizi.

## Descriere
24133 Chunkaikao este un asteroid din centura principală de asteroizi. A fost descoperit pe 4 noiembrie 1999 la Socorro, New Mexico, în cadrul proiectului LINEAR. Asteroidul prezintă o orbită caracterizată de o semiaxă mare de 3,06 ua, o excentricitate de 0,04 și o înclinație de 7,8° în raport cu ecliptica.